# Listes juxtaposées des dirigeants historiques des deux parties de Saint-Martin
| 1631–1633 | Jan Claeszoon van Campen. --Commandant                                                                                             |  |  |
| Commandants espagnols,                                                                                       | |  |  |
| 1633–1636 | Don Cibrian de Lizarazu. --Capitaine                                                                                               |  |  |
| 1636–1639 | Don Luis de Valdes y Rejano. --Capitaine                                                                                           |  |  |
| 1639–1644 | Don Diego Guajardo Fajardo. --Capitaine                                                                                            |  |  |
| 1644–1648 | ?. |  |  |
| - Traité de Münster (janvier 1648) -                                                                         | |  |  |
| Commandants                                                                                                  | |  |  |
| 14 février 1648 - 1650                                                                                       | Martin Thomas --Capitaine-major (signataire de la Convention dite du mont des Accords)                                             |  |  |
| 1650–1655 | Adriaen de Vos |  |  |
| 1655–1660 | Edmondt de Fosse |  |  |
| . | |  |  |
| . | |  |  |
| . | |  |  |
| 1667 ? | Jan Sympson ? |  |  |
| 1672 ? | Jan Simonszoon de Buck |  |  |
| 1672 ? - 1672                                                                                                | Sr. de Maigne, --Commandant (partie hollandaise sous tutelle française).                                                           |  |  |
| Occupation par l'armée britannique (1672-1679) 1/5 pendant la Guerre de Hollande                             | |  |  |
| . | |  |  |
| . | |  |  |
| - Traité de Nimègue (1678) -                                                                                 | |  |  |
| 1679-1685 | (?) |  |  |
| 1685-1689 | de Rionville (Chevalier), --Lieutenant du Roi. (partie hollandaise sous tutelle française).                                        |  |  |
| Occupation par l'armée britannique (1690-1697) 2/5 dû à la Guerre de la Ligue d'Augsbourg. .                 | |  |  |
| - Traité de Ryswick (1697) -                                                                                 | |  |  |
| 1697-1699 | (?) |  |  |
| 1699–1701 | Jean Dyel du Parquet (partie hollandaise sous tutelle française).                                                                  |  |  |
| 1701–1702 | Louis Cacqueray de Valmenière (partie hollandaise sous tutelle française).                                                         |  |  |
| Les hollandais sont les alliés des britannique pendant la Guerre de Succession d'Espagne (1702-1713)         | |  |  |
| Vice-commanders                                                                                              | |  |  |
| 1703-170_?                                                                                                   | Lucas van Beverhoudt, (partie française sous tutelle hollandaise).                                                                 |  |  |
| 1705?-170_?                                                                                                  | Olivier Graval, (partie française sous tutelle hollandaise).                                                                       |  |  |
| 1708?-1710                                                                                                   | Charles Devezaen, (partie française sous tutelle hollandaise).                                                                     |  |  |
| 1710-1712 | François Lemaire, (partie française sous tutelle hollandaise).                                                                     |  |  |
| 1712-1713 | Jean Buretel, (partie française sous tutelle hollandaise).                                                                         |  |  |
| . | |  |  |
| . | |  |  |
| . | |  |  |
| 1713–1718 | Martinus Meyer (1re fois) |  |  |
| 1718–1720 | Louis Guillaume Durepaire (Hollandais)                                                                                             |  |  |
| 1720–1722 | Jan de Windt, Sr. |  |  |
| 1722–1733 | Martinus Meyer (2e fois) |  |  |
| 1733–1735 | Jacobus Barry |  |  |
| - A St.Martin, Traité Franco-Hollandais de neutralité (1734) -                                               | |  |  |
| 1735–1736 | John Philips (1re fois) |  |  |
| 1736–1737 | Pieter Hassell |  |  |
| 1737–1746 | John Philips (2e fois) -Accepte le débarquement de troupes anglaises allant attaquer Marigot, trahissant ainsi le traité de 1734 - |  |  |
| 1746–1748 | Jan de Wever |  |  |
| . | |  |  |
| . | |  |  |
| . | |  |  |
| . | |  |  |
| 1748–1781 | Abraham Heijliger (Heïliger) Pzn.                                                                                                  |  |  |
| . | |  |  |
| . | |  |  |
| . | |  |  |
| . | |  |  |
| . | |  |  |
| . | |  |  |
| . | |  |  |
| . | |  |  |
| . | |  |  |
| Occupation britannique (3 février 1781 - 26 novembre 1781) 3/5 Quatrième guerre anglo-néerlandaise           | |  |  |
| Gouverneurs                                                                                                  | |  |  |
| 1781–1783 | Abraham Heijliger Pzn. |  |  |
| 1783–1784 | Charles Chabert, Jr. |  |  |
| Vice-commandants                                                                                             | |  |  |
| 1784–1785 | Thomas Aertsen |  |  |
| 1785–1786 | John Salomons Gibbes |  |  |
| Commandants                                                                                                  | |  |  |
| 1786 - janvier 1790                                                                                          | John Salomons Gibbes |  |  |
| Jun 1790 - 1800                                                                                              | Willem Hendrik Rink (1re fois) |  |  |
| . | |  |  |
| . | |  |  |
| Avril 1795 - L'ile est reprise aux anglais par Victor Hugues                                                 | |  |  |
| Apr 1795 - 1797                                                                                              | La Bruyère -Commissaire de la république française.                                                                                |  |  |
| 1797–1801 | P. Charles Dormoy -Commissaire de la république française.                                                                         |  |  |
| 1800–1801 | Remt Folkerus Muller |  |  |
| 1801 | Jean-Baptiste Bresson -Commissaire de la république.                                                                               |  |  |
| 1801 - mars 1801                                                                                             | Willem Hendrik Rink (2e fois) |  |  |
| Occupation par l'armée britannique (mars 1801 - décembre 1802) 4/5 due à la Guerre de la Deuxième Coalition. | |  |  |
| 1801-1802 | Robert Nicholson --(Commandant anglais)                                                                                            |  |  |
| - Traité d'Amiens (1802)                                                                                     | |  |  |
| décembre 1802 - 1807                                                                                         | Willem Hendrik Rink (3e fois) |  |  |
| . | |  |  |
| 1807–1810 | Jan Verveer Jzn. |  |  |
| Occupation britannique (1810-1816) 5/5 due aux Guerres napoléoniennes.                                       | |  |  |
| 1810–1813 | John Skinner (°1750c. +1827) |  |  |
| 1813–1814 | James Alexander Farquharson (1re fois)                                                                                             |  |  |
| 1814–1815 | William McCaskill |  |  |
| 1815 | James Alexander Farquharson (2e fois)                                                                                              |  |  |
| 1815–1816 | Robert Douglas |  |  |
| . | |  |  |
| . | |  |  |
| Gouverneurs ou Lieutenants Gouverneurs                                                                       | |  |  |
| 1816–1820 | Paulus Roelof Cantz'laar (+1831)                                                                                                   |  |  |
| . | |  |  |
| . | |  |  |
| . | |  |  |
| . | |  |  |
| 1820–1840 | Diederik Johannes van Romondt |  |  |
| . | |  |  |
| . | |  |  |
| . | |  |  |
| . | |  |  |
| . | |  |  |
| . | |  |  |
| . | |  |  |
| . | |  |  |
| . | |  |  |
| - Convention franco-hollandaise (1839)                                                                       | |  |  |
| . | |  |  |
| 1840–1849 | Johannes Willem van Romondt |  |  |
| 1849–1850 | Pieter Petersen |  |  |
| 1850–1859 | Johannes Didericus Crol |  |  |
| 1859–1860 | Lucas Percival |  |  |
| 1860–1865 | Willem Hendrik Johan van Idsinga (°1822 +1896)                                                                                     |  |  |
| 1865–1866 | Philogène Philippe Maillard |  |  |
| 1866–1870 | Herman François Gerardus Wagner (°1822 +1904)                                                                                      |  |  |
| 1870–1871 | Robert van Romondt (par intérim)                                                                                                   |  |  |
| 1871–1883 | Edouard Dénis Ernest van den Bossche (°1831 +1908)                                                                                 |  |  |
| 1883 | Diederik Charles van Romondt (1re fois) (par intérim)                                                                              |  |  |
| 1883–1885 | Jan Hendrik Rudeloff Beaujon (°1838 +1930)                                                                                         |  |  |
| 1885–1889 | Theophilus Georg Groebe (°18.. +1919)                                                                                              |  |  |
| 1889–1891 | Jan Hero Adriaan van Daalen (°1842 +1899)                                                                                          |  |  |
| 1891–1893 | Frans Johannes Olivier |  |  |
| 1893–1894 | Diederik Charles van Romondt (2e fois) (par intérim)                                                                               |  |  |
| 1894–1901 | Joseph Möller |  |  |
| 1901–1918 | Abraham Jan Cornelis Brouwer (°18.. +1919)                                                                                         |  |  |
| 1918–1919 | Frits Koenraad Thielen (par intérim)                                                                                               |  |  |
| 1919–1920 | G.J. Tijmstra (par intérim) |  |  |
| 1920 | A.W. de Haseth (par intérim) |  |  |
| 1920–1923 | J. van der Zee Rz. (par intérim)                                                                                                   |  |  |
| 1923–1927 | Richard Johannes Beaujon, Jr. (°1883 +?)                                                                                           |  |  |
| 1927 | C.F. Boskaljon (par intérim) |  |  |
| 1927–1930 | Willem Frederik Meinhardt Lampe (°1896 +1973) (par intérim)                                                                        |  |  |
| 1930–1943 | Johan Diderich Meiners |  |  |
| 1943–1947 | Pieter Hendrik van Leeuwen (°1893 +?)                                                                                              |  |  |
| 1947–1948 | M.J. Huith (par intérim) |  |  |
| 1948–1957 | Johannes Christiaan Paap |  |  |
| 1957 | Walter Granville Buncamper (par intérim)                                                                                           |  |  |
| 1957–1958 | Hendrik Anthonius Hessling (1re fois) (par intérim))                                                                               |  |  |
| 1958–1959 | Walter Granville Buncamper (2e fois) (par intérim)                                                                                 |  |  |
| 1959–1968 | Jan Jacob Japa Beaujon |  |  |
| 1968–1975 | Reinier O. van Delden (intérim 1969)                                                                                               |  |  |
| 1975–1981 | Theodore M. Pandt (°1939-) |  |  |
| 1981–1992 | Ralph R.H. Richardson (°1937-?) |  |  |
| 1992–1994 | Wilfred Russell Voges (°1943-) |  |  |
| 1994-2000 (Sept. to Sept.)                                                                                   | Dennis L. Richardson (°1946-) |  |  |
| 2000 Sept.-2010                                                                                              | Franklyn E. Richards (°1950-) |  |  |
| . | |  |  |
| . | |  |  |
| . | |  |  |
| 2010 Oct.- 2022 Oct.                                                                                         | Eugene Holiday (°1962-)--(Gouverneur).                                                                                             |  |  |
| . | Sarah A. Wescott-Williams --(Premier ministre). (2010-2014)                                                                        |  |  |
| . | Marcel Gumbs --(Premier ministre). (décembre 2014-novembre 2015)                                                                   |  |  |
| . | William Marlin--(Premier ministre). (novembre 2015)-novembre 2017                                                                  |  |  |
| . | Rafael Boasman --(Intérim). (novembre 2017-janvier 2018                                                                            |  |  |
| . | Leona Marlin-Romeo (interim jusqu'au 25 juin 2018, puis premier ministre). (janvier 2018-10 octobre 2019)                          |  |  |
| . | Wycliffe Smith --(Intérim). (10 octobre 2019-19 novembre 2019)                                                                     |  |  |
| . | Silveria Jacobs --(Premier ministre). (19 novembre 2019-3 mai 2024)                                                                |  |  |
| 2022 Oct.-(Actuel)                                                                                           | Ajamu Baly (°1977-)--(Gouverneur).                                                                                                 |  |  |
| . | Luc Mercelina --(Premier ministre). (3 mai 2024-en fonction)                                                                       |  |  |

| Période | Identité |
| --- | --- |
| 1625-1637 | Pierre Belain d'Esnambuc (gouverneur de l'île Saint-Christophe) a une autorité morale sur quelques petits planteurs à Quartier-d'Orléans. |
| Dépendance de la Capitainerie générale de Porto Rico (1633-1648) | |
| 1633-1641 | capitán Iñigo de la Mota Sarmiento (depuis l'ile de Porto Rico)                                                                           |
| 1642-1643 | Juan de Bolaños (depuis l'ile de Porto Rico)                                                                                              |
| 1643-1648 | Fernando de la Riva Agüero y Setien (depuis l'ile de Porto Rico)                                                                          |
| - Traité de Münster (janvier 1648) - | |
| . | |
| 1648-1651 | Robert de Lonvilliers de Poincy (signataire de la Convention dite du mont des Accords)                                                    |
| 1651-1655 | Savinien de Courpon, sieur de la Tour. (1re fois) Philippe de Longvilliers de Poincy (depuis île Saint-Christophe)                        |
| 1655-1660 | de Saint Amant (Sieur) |
| 1660-1664 | Charles de Sales -chevalier de Ma!te- (depuis l'île Saint-Christophe)                                                                     |
| 1664 | Savinien de Courpon, sieur de la Tour. (2e fois)                                                                                          |
| 1664?-1666 | de Rose (capitaine de compagnie) Les habitants français sont tous évacués vers l'île Saint-Christophe                                     |
| 1666-1668 | Sr. (Laurent?) de Maigne --Commandant Claude de Roux de Saint Laurens, (Chevalier), --Lieutenant de Roy.                                  |
| 1668-1672 | Charpentier (Sieur) -- Capitaine commandant.                                                                                              |
| Occupation par l'armée britannique (1672-1679) 1/9 pendant la Guerre de Hollande | |
| Jun 1676 | Débarquement à la baie Orientale de 1200 hommes de l'escadre flamande de Jacob Binckes. Pillages sur la partie française.                 |
| - Traité de Nimègue (1678) - | |
| 1679-1685 | François-Charles Maigne du Plat |
| Jun 1685-1689 | de Rionville (Chevalier), --Lieutenant de Roy. (partie hollandaise sous tutelle française).                                               |
| Saccage par l'armée britannique (1690-1697) 2/9 dû à la Guerre de la Ligue d'Augsbourg Les habitants français sont tous évacués vers les îles de Guadeloupe ou Martinique.            | |
| - Traité de Ryswick (1697) - | |
| 1697-1699 | (?) |
| 1699-1701 | Jean Dyel du Parquet (partie hollandaise sous tutelle française).                                                                         |
| 1701-1702 | Louis Cacqueray de Valmenière (partie hollandaise sous tutelle française).                                                                |
| Occupation par l'armée britannique (1702-1713) 3/9 pendant la Guerre de Succession d'Espagne                                                                                          | |
| 1703 | La garnison française et quelques habitants sont expulsés de l'île.                                                                       |
| 1703-170_? | Lucas van Beverhoudt, (partie française sous tutelle hollandaise).                                                                        |
| 1705?-170_? | Olivier Graval, (partie française sous tutelle hollandaise).                                                                              |
| 1708?-1710 | Charles Devezaen, (partie française sous tutelle hollandaise).                                                                            |
| 1710-1712 | François Lemaire, (partie française sous tutelle hollandaise).                                                                            |
| 1712-1713 | Jean Buretel, (partie française sous tutelle hollandaise).                                                                                |
| -Traités d'Utrecht (1713) - | |
| 1713-1715 | Sr. de Valminière, --Lieutenant de Roy.                                                                                                   |
| 08/1715-06/1717 | Sr. Henry de Martel de Chausson, |
| 1717-1731 | Sr. François de Larréol (de Lauriol, de la Réole), --Capitaine commandant la milice.                                                      |
| 1723 | " Attaque et pillage par des troupes anglaises "                                                                                          |
| 1731(?)-1732(?) | Sr. Jacques Gréaux, Jr. |
| 1732(?)-1736(?) | Christophe Mahieu, |
| - A St.Martin, Traité Franco-Hollandais de neutralité (1734) - | |
| 1736-(?) | Jean de Pymont, (Piemont, Pimont). -- Chargé de mater une conspiration inter-îles de révolte d'esclaves.                                  |
| (?)-1744 | M. Rouve de la Perelle, --Commandant (1re fois) (pillages anglais en 1740)                                                                |
| Occupation par l'armée britannique (1744-1748) 4/9, due à la guerre de Succession d'Autriche Pillages et évacuation de tous les habitants français vers les autres îles de la nation. | |
| . | (?) |
| - Traité d'Aix-la-Chapelle (1748) - | |
| 1749-1753 | M. Rouve de la Perelle --Commandant (2e fois)                                                                                             |
| 1753-1759 | Sr. Vupil du Sablon, Alexis Brin (1re fois)                                                                                               |
| Occupation par l'armée britannique (1759-1763) 5/9 dû à la Guerre de Sept Ans | |
| . | (?) --Gouverneurs militaires |
| - Traité de Paris (1763) - | |
| 1763-1763 | Sr. Vupil du Sablon, Sr. Alexis Brin (2e fois)                                                                                            |
| 1763-1764 | M. Isnard, --Commandant des milices (St.Barth)                                                                                            |
| Aug 1764-176_? | Auguste Descoudrelles (Lescuiller) --Commandant, Colonel d'infantrie                                                                      |
| 1769-1770 | Gaspard Bayon (?), Duzant (?), (par intérim)                                                                                              |
| 1770-1781 | Auguste Descoudrelles --Commandant, Colonel d'infantrie                                                                                   |
| Jan/ 25 février 1779 | John Fahie --Gouverneur militaire |
| Occupation par l'armée britannique (1781-1783) 6/9 dû à la Guerre d'indépendance des États-Unis                                                                                       | |
| 5 Fev à septembre 1781 | Andrew Edhouse --Gouverneur militaire |
| 6 septembre 1781 - 1784 | Thomas Fitzmaurice --Gouverneur militaire (b. 1725 - d. ....)                                                                             |
| - Traité de Versailles (1783) - | |
| 1784-1785 | Auguste Descoudrelles, Georges Manganon de la Perrière (d. 1789) --(Commandant)                                                           |
| 1785-1794 | Jean Sébastian de Durat --(Commandant) |
| . | |
| Occupation par l'armée britannique (1794-1795) 7/9 due à la Guerre de la Première Coalition.                                                                                          | |
| 1794-1795 | John Madenbrough, Romney, --Gouverneurs militaires                                                                                        |
| Avril 1795 - L'ile est reprise aux anglais par Victor Hugues | |
| 1795-1898 | La Bruyère, Jean Rouvellet, Charles Dormoy (Commissaires de la république)                                                                |
| 1798-1799 | Charles Dormoy --Commissaire de la république. (1re fois)                                                                                 |
| 19/10/99 - 15/03/00 | Pierre Louis d'Arnauld --(Commandant) |
| 1800-1801 | Charles Dormoy --Commissaire de la république. (2e fois)                                                                                  |
| Occupation par l'armée britannique (mars 1801 - décembre 1802) 8/9 due à la Guerre de la Deuxième Coalition.                                                                          | |
| 1801-1802 | Robert Nicholson --(Commandant Anglais)                                                                                                   |
| - Traité d'Amiens (1802) | |
| 1803-1804 | Jean-Baptiste Bresson --Commissaire de la république.                                                                                     |
| 1804-1808 | Robert Nicholson --(Commandant anglais)                                                                                                   |
| 1808-1810 | Jean Pruilh --(Commandant) |
| Occupation par l'armée britannique (1810-1816) 9/9 due aux Guerres napoléoniennes. | |
| 1810–1813 | John Skinner (°1750c. +1827) |
| 1813–1814 | James Alexander Farquharson (1re fois) (°1775 +1834)                                                                                      |
| 1814–1815 | William McCaskill |
| 1815 | James Alexander Farquharson (2e fois) |
| 1815 | Francis Edden |
| 1815 | Saint-Juéry (Saint Jire) (?) |
| 1815-1816 | Incker --(Commandant) |
| 1816 - Traité de Paris (1815) - | |
| 1816 | Laffrenque ou Laffranque --(Commandant)                                                                                                   |
| 1816 | Gaston (?) --(Commandant) |
| 1816-1817 | Baron de Proissie --(Commandant) |
| 1817 | Rogers (?) --(Commandant) |
| 1817-1822 | Louis-Auguste Elliot --(Commandant), Lieutenant-colonel                                                                                   |
| novembre 1822-Jul 1824 | Louis Aurange --(Commandant, 1re fois), Lieutenant-colonel                                                                                |
| 1824-1829 | Charles-Louis-Guillaume Bologne de Rougemont --(Commandant) Chef de Bataillon                                                             |
| 1829-1831 | Louis Aurange --(Commandant, 2e fois), Lieutenant-colonel                                                                                 |
| 1831-1832 | Eustache Auguste Carel --(Commandant), Lieutenant-colonel                                                                                 |
| 1832 | Belongrie (?) --(Commandant) |
| 1832-1838 | François-Louis Forget --(Commandant), Capitaine, Chef de Bataillon. Pierre-Philippe O'Reilly --(Président de municipalité)                |
| 1838-1840 | François-Louis Forget --(Commandant), Capitaine, Chef de Bataillon. Pierre Georges Dormoy --(Maire)                                       |
| - Convention franco-hollandaise (1839) | |
| Maires de la commune. | |
| 1840-1866 | Pierre Georges Dormoy --(Maire) Munier (?) --(Commandant)                                                                                 |
| . | |
| . | |
| . | |
| . | |
| 1866-1867 | Pierre Martin --(Maire) |
| 1867-1871 | Louis Durat --(Maire) |
| 1871 | Charles Claude Sainte Hélène Télèphe (?)                                                                                                  |
| 1871-1874 | Victor Foulquier --(Maire) |
| 1874-1878 | Pierre Auguste Beauperthuy --(Maire) |
| 1878-1879 | Charles Becker --(Maire-adjoint) (1re fois)                                                                                               |
| 1879-1891 | Jean Frédéric Becker --(Maire) |
| 1891-1904 | Charles Becker --(Maire) (2e fois) |
| . | |
| . | |
| 1904-1919 | Charles Daniel Esprit Beauperthuy --(Maire)                                                                                               |
| . | |
| 1919-1925 | Louis Emmanuel Fleming --(Maire) |
| . | |
| . | |
| 1925-1928 | Ferdinand Morales --(Maire) |
| . | |
| 1928-1949 | Louis Constant Fleming --(Maire) |
| . | |
| . | |
| . | |
| 1949-1959 | Hugues Elie Fleming --(Maire) |
| . | |
| . | |
| . | |
| 1959-1977 | Fernand Hubert Petit --(Maire) |
| . | |
| 1977-1983 | Hugues Elie Fleming --(Maire) |
| 1983-14/07/07 | Albert Fleming --(Maire) |
| . | . |
| Présidents du Conseil territorial de Saint-Martin. | |
| 15/07/07- 25/07/08 25/07/08 - 7/08/08 | Louis-Constant Fleming (invalidé, inéligible pour 1 an) Marthe Ogoundélé-Tessi(par intérim)                                               |
| 7/08/08 - 14/04/09 14/04/09 - 5/05/09 | Frantz Gumbs (invalidé par le Conseil d'État le 10/04/2009) Daniel Gibbs (par intérim)                                                    |
| 5/05/09- 31/03/12 | Frantz Gumbs (réélu) |
| 1/04/12- 13/04/13 | Alain Richardson (invalidé par le Conseil d'État, décision 364-071)                                                                       |
| 17/04/13 - 02/04/17 | Aline Hanson (en remplacement) |
| 02/04/17 - actuel | Daniel Gibbs |